# Trevor Bayne
Trevor Bayne (Knoxville (Tennessee), 19 februari 1991) is een Amerikaans autocoureur die actief is in de NASCAR Sprint Cup en de Nationwide Series. Hij won de Daytona 500 in 2011.

## Carrière
Bayne startte zijn carrière in de karting en later de regionale divisies van de NASCAR. In 2009 ging hij aan de slag in de Nationwide Series. Hij reed dat jaar vijftien races voor Michael Waltrip Racing en stond hij één keer op poleposition. Een jaar later reed hij een volledig seizoen, beginnend voor hetzelfde team en vanaf oktober voor Roush Fenway Racing. Hij vertrok dat jaar drie keer vanaf poleposition en finishte zes keer in de top vijf en eindigde op de zevende plaats in de eindstand.
In 2010 reed hij de eerste keer in de NASCAR Sprint Cup. Hij finishte op de zeventiende plaats tijdens de AAA Texas 500 voor Wood Brothers Racing. In 2011 ging hij aan de slag voor hetzelfde team in de Sprint Cup. Hij won de eerste race van het jaar, de Daytona 500 waarmee hij de jongste coureur werd die deze prestigieuze race won. Het was de eerste overwinning sinds tien jaar voor het team.

## Persoonlijk leven
Bayne trouwde in 2013. In datzelfde jaar werd de chronische zenuwziekte multiple sclerose bij hem vastgesteld.

## Resultaten in de NASCAR Sprint Cup
Sprint Cup resultaten (aantal gereden races, polepositions, gewonnen races en positie in het kampioenschap)
| Jaar | Races | Polepositions | Overwinningen | Kampioenschap |
| ---- | ----- | ------------- | ------------- | ------------- |
| 2010 | 1     | 0             | 0             | 66e           |
| 2011 | 17    | 0             | 1             | 53e *         |
| 2012 | 16    | 0             | 0             | 60e *         |
| 2013 | 12    | 0             | 0             | 56e *         |

Komt in 2011, 2012 en 2013 niet aanmerking voor punten omdat Bayne de Nationwide Series als eerste kampioenschap rijdt.